# Tameka Yallop
Tameka Yallop (Orange, Nueva Gales del Sur, Australia; 16 de junio de 1991) es una futbolista australiana que juega de centrocampista en el West Ham United de la FA Women's Super League de Inglaterra. Es internacional con la selección de Australia.

## Estadísticas

### Clubes
| Club                       | País           | Año             |
| -------------------------- | -------------- | --------------- |
| QAS                        | Australia      | 2008            |
| Brisbane Roar              | Australia      | 2008 - 2018     |
| Boston Breakers            | Estados Unidos | 2012            |
| 1. FFC Fráncfort           | Alemania       | 2013            |
| Iga FC Kunoichi (préstamo) | Japón          | 2014            |
| Mallbackens IF             | Suecia         | 2016            |
| Klepp IL                   | Noruega        | 2017 - 2018     |
| Melbourne City             | Australia      | 2018 - 2019     |
| Brisbane Roar              | Australia      | 2019 - 2020     |
| West Ham United            | Australia      | 2021 - presente |

## Palmarés

### Títulos nacionales
| Título   | Club          | País      | Año     |
| -------- | ------------- | --------- | ------- |
| W-League | Brisbane Roar | Australia | 2008-09 |
| W-League | Brisbane Roar | Australia | 2010-11 |

### Títulos internacionales
| Título                                | Equipo    | Sede           | Año  |
| ------------------------------------- | --------- | -------------- | ---- |
| Campeonato Femenino de la AFF         | Australia | Vietnam        | 2008 |
| Copa Asiática Femenina de la AFC      | Australia | China          | 2010 |
| Torneo Preolímpico Femenino de la AFC | Australia | Japón          | 2016 |
| Torneo de Naciones                    | Australia | Estados Unidos | 2017 |
| Copa de Naciones                      | Australia | Australia      | 2019 |

### Distinciones individuales
| Distinción          | Año     |
| ------------------- | ------- |
| Medalla Julie Dolan | 2013-14 |

## Vida personal
En diciembre de 2017, Yallop anunció su compromiso con su compañera en el Klepp IL, Kirsty Yallop. Ambas se casaron en Mangawhai, Nueva Zelanda, el 9 de febrero de 2019.